# Supraśl (rzeka)
Supraśl (dawniej Sprząśla) – rzeka, prawy dopływ Narwi o długości 102,24 km i powierzchni dorzecza 1,8 tys. km².

## Opis
Rzeka płynie w województwie podlaskim. Początek bierze w bagnach na zachód od wsi Tylwica-Kolonia. W swoim górnym biegu początkowo płynie na wschód, za Michałowem skręca na północ, gdzie płynie przez Puszczę Knyszyńską i Gródek. Począwszy od wsi Piłatowszczyzna skręca na północny zachód i przez 30 km jest naturalną granicą pomiędzy powiatem sokólskim i białostockim. Dalej płynie przez Supraśl, Wasilków (zahacza o obrzeża Białegostoku). Około 2 km poniżej Gródka rzeka tworzy przełom przez strefę moreny czołowej. Około 3 km w górę od wodowskazu w miejscowości Fasty na rzece znajduje się jaz piętrzący wodę w celu nawodnienia łąk w dolinie. Wpada do Narwi na 299,8 km jej biegu we wsi Złotoria.
Dopływami Supraśli są m.in.: Sokołda, Płoska, Dzierniakówka, Pilnica, Biała, Czarna, Grzybówka i Słoja.

## Galeria

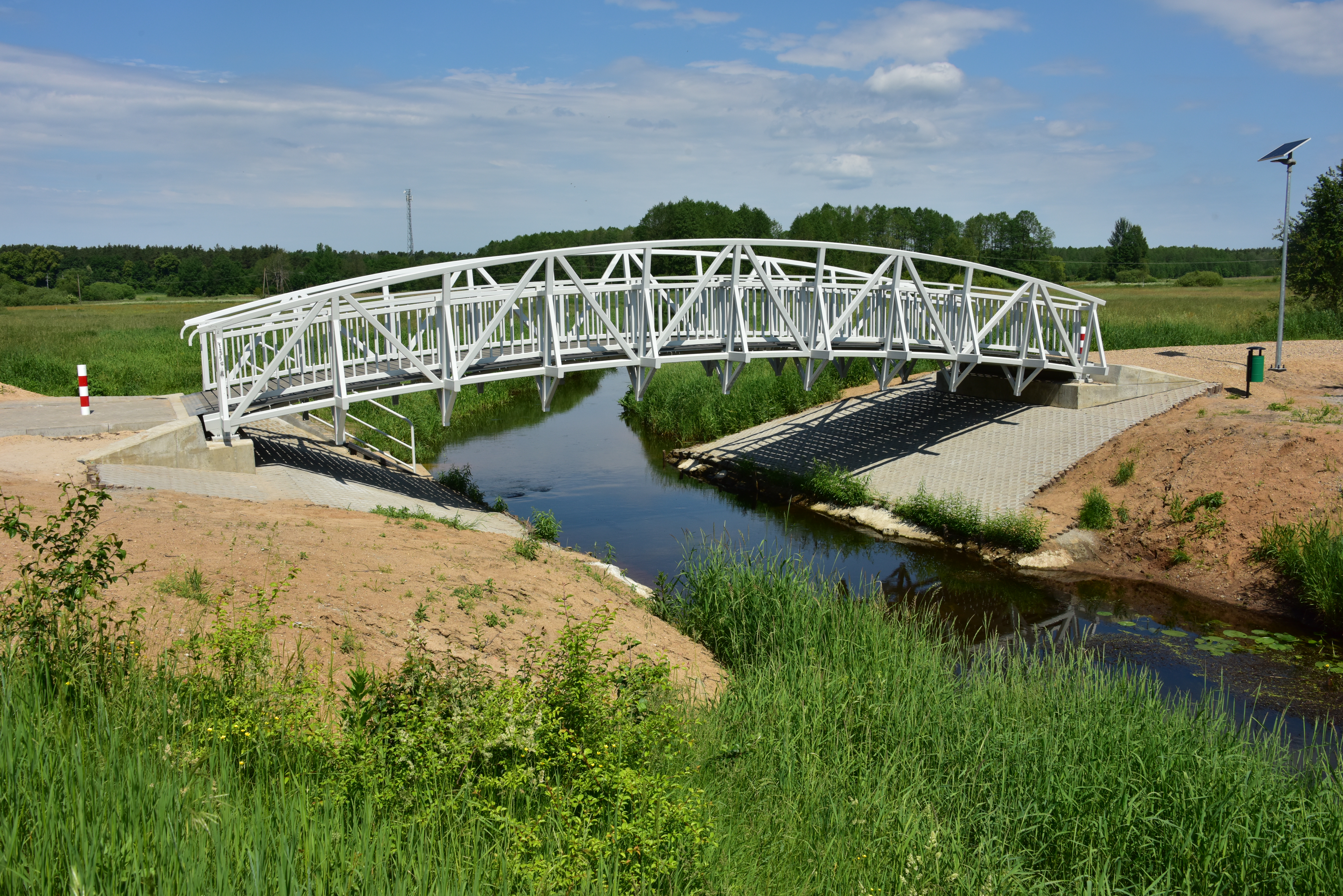
Supraśl w Gródku
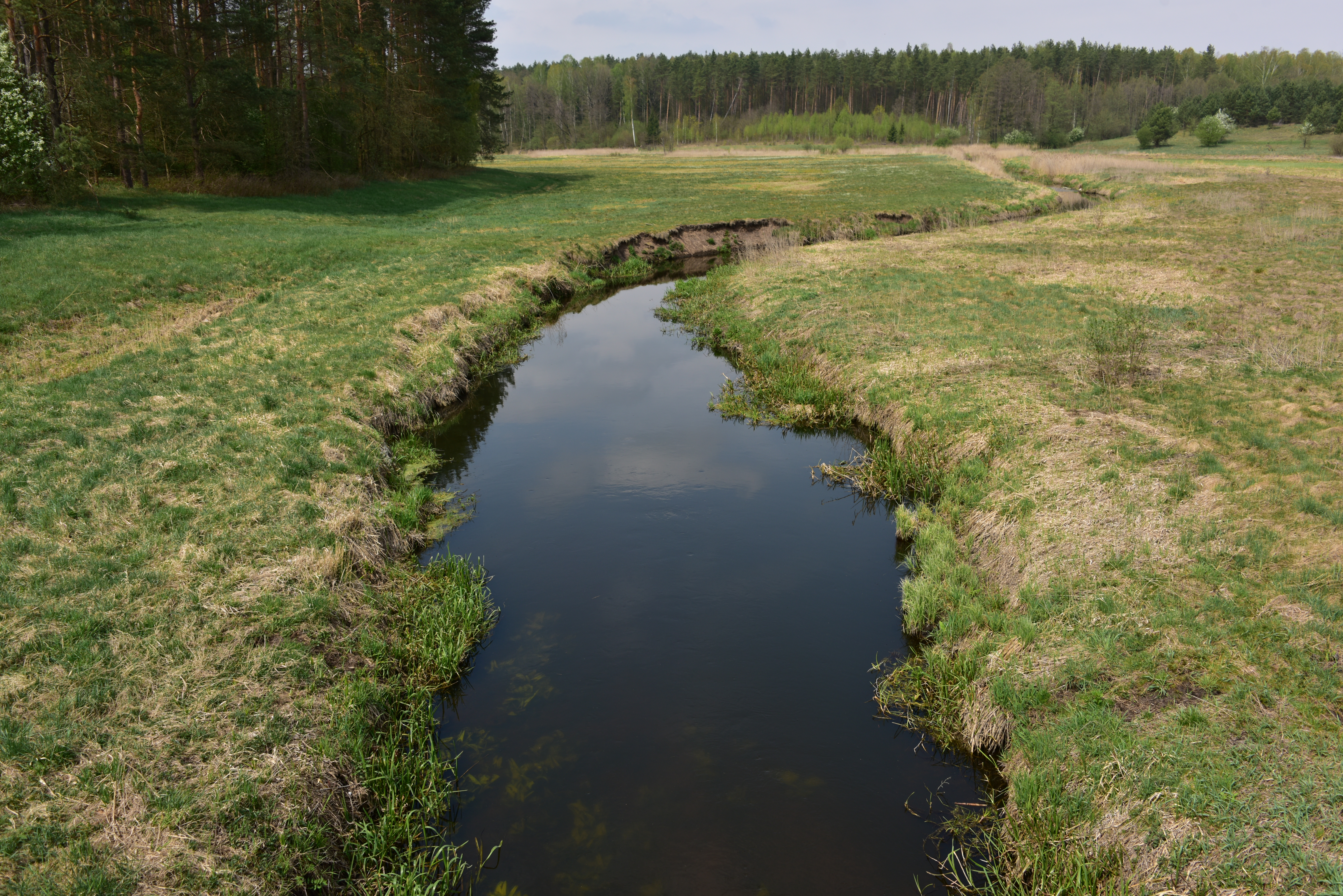
Rzeka w pobliżu Piłatowszczyzny
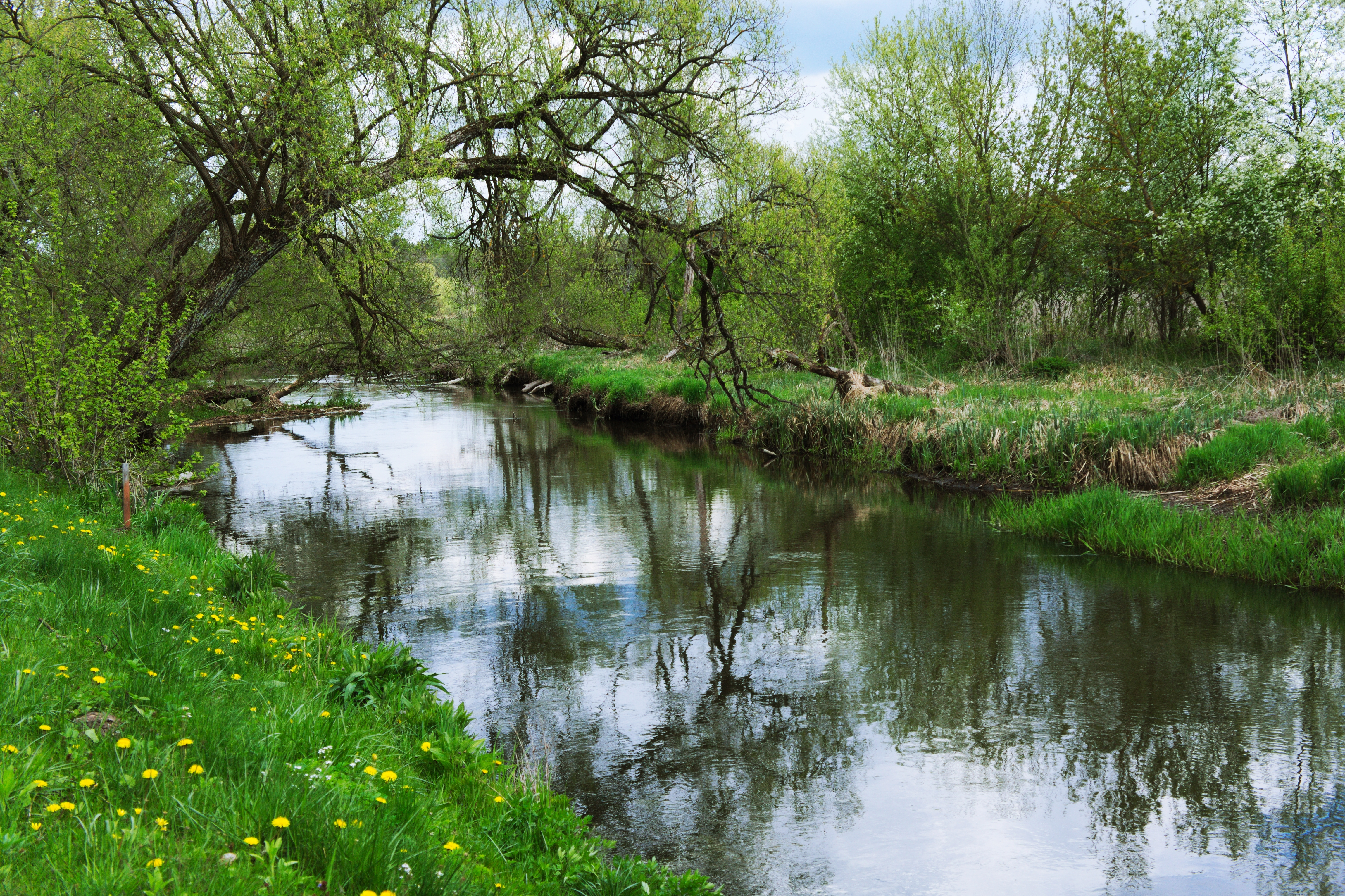
Supraśl przepływająca przez Park Krajobrazowy Puszczy Knyszyńskiej
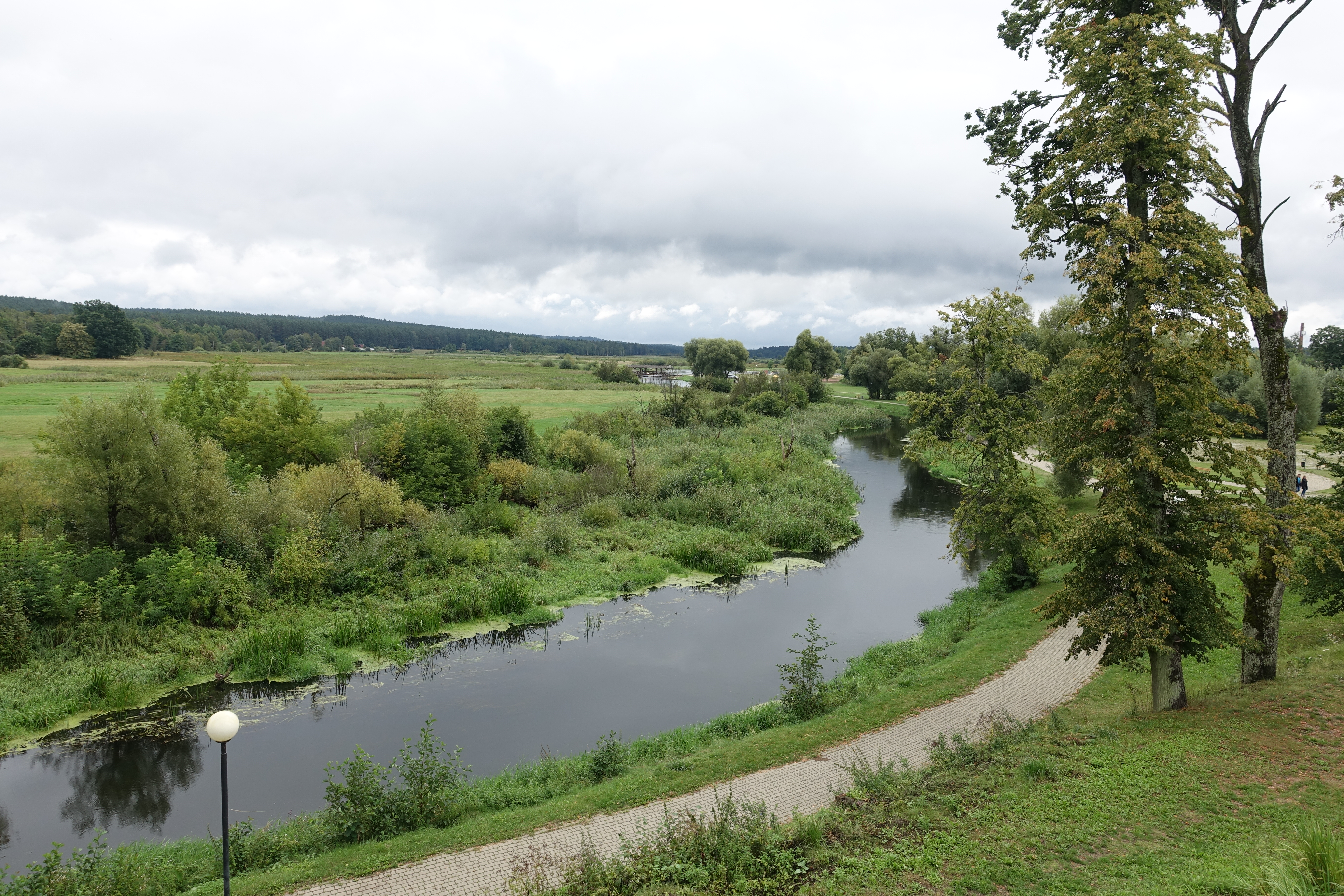
Rzeka Supraśl w Supraślu
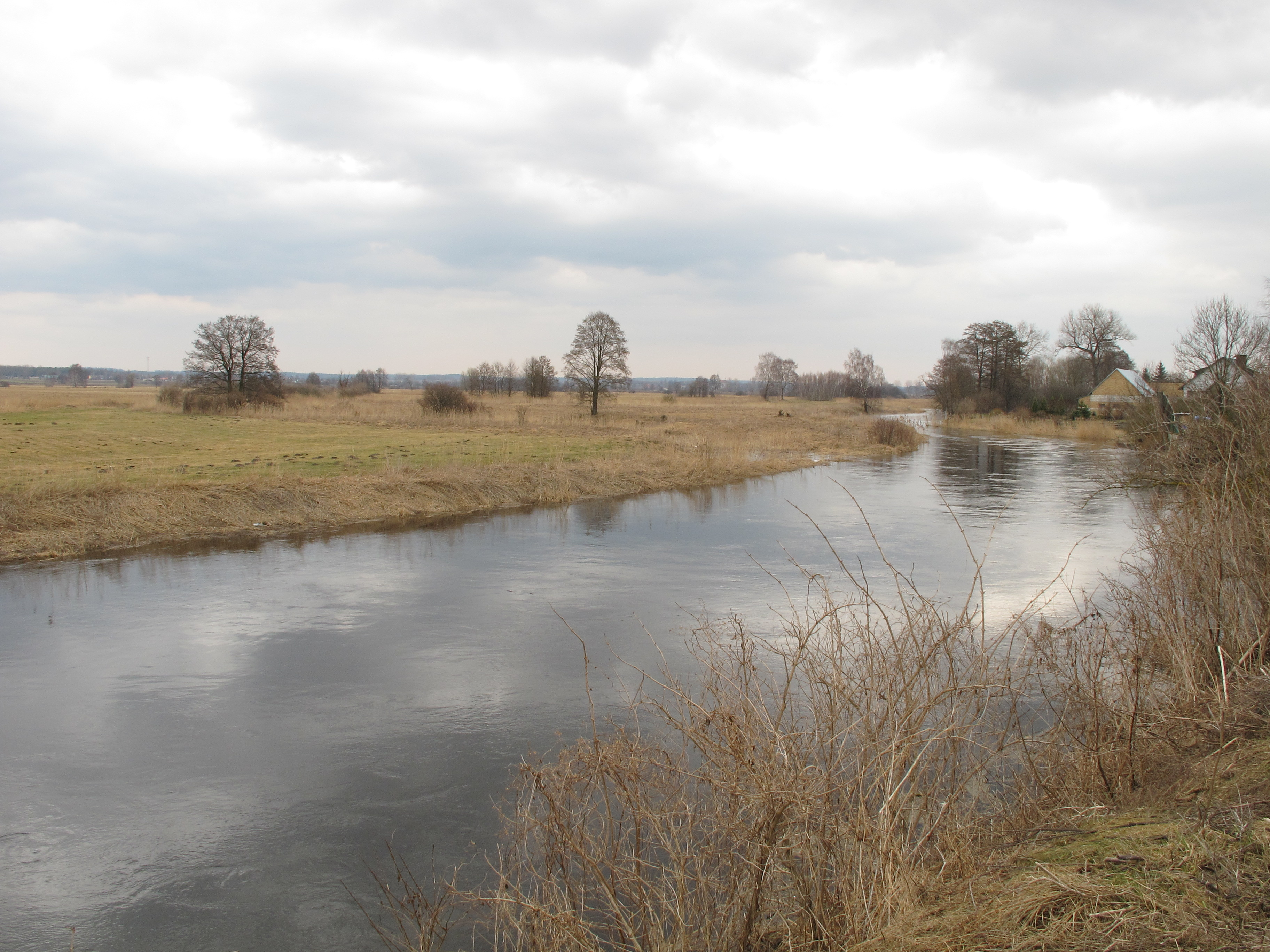
Rzeka Supraśl we wsi Dzikie, gm. Choroszcz